# TOPMARSHAL
株式會社TOPMARSHAL（日语：株式会社トップ·マーシャル）是一家位於日本東京都港區的批發商。
同時是Culture Convenience Club的連結子公司。

## 概要
TOPMARSHAL是專門進行影碟、書籍、周邊商品批發，以及進行POS系統和有附贈DVD的書籍販售的批發商。
而且，TOPMARSHAL自己有專門從事動畫、真人電影、音樂及周邊商品經營的綜合娛樂商標「SMIRAL」和TSUTAYA TV進行提供的原創綜藝節目「東京乙女電波局」。
TOPMARSHAL擁有像KM Produce的全S級素人、million等等商標權。
2015年10月，日本出版販售和Culture Convenience Club為了支援TOPMARSHAL的事業，成立合資公司「株式會社MPD Partners」。
2019年4月，已被同樣是TOPMARSHAL子公司的株式會社Media Supply Partners吸收合併。

## 遊戲
- 騎馬道[8]

## 相關項目
- KM Produce
- EARTH STAR Entertainment

## 外部連結
- 株式會社TOPMARSHAL公式官網（页面存档备份，存于） （日語）
  - SMIRAL（页面存档备份，存于） （日語）
  - Million Girls Project（页面存档备份，存于） （日語）
  - 東京乙女電波局 （页面存档备份，存于） （日語）